# Мостисская городская община
Мостисская городская общи́на (укр. Мостиська міська громада) — территориальная община в Яворовском районе Львовской области Украины.
Административный центр — город Мостиска.
Население составляет 32 483 человека. Площадь — 444,2 км².

## Населённые пункты
В состав общины входит 1 город (Мостиска) и 62 села:
- Арламовская Воля
- Береговое
- Буховичи
- Вишенка
- Воля-Садковская
- Вуйковичи
- Годыни
- Гостинцово
- Добощевка
- Дубинки
- Завада
- Завадов
- Заверхи
- Завязанцы
- Загорбы
- Заречье
- Качмари
- Княгиничи
- Колодка
- Королин
- Корчунок
- Костыльники
- Кривяки
- Крысовичи
- Кропильники
- Крукеничи
- Липники
- Мазуры
- Максимцы
- Малнов
- Малновская Воля
- Мартыны
- Мелешки
- Мистичи
- Нагорное
- Ниговичи
- Острожец
- Петыки
- Пыхи
- Подгать
- Подлески
- Песок
- Пникут
- Раденичи
- Рожаки
- Санники
- Слабаш
- Соколя
- Солтысы
- Старява
- Стоянцы
- Стрелецкое
- Судковичи
- Твиржа
- Топольница
- Хатки
- Хлипли
- Хоросница
- Чернево
- Чижевичи
- Чишки
- Ятвяги